# 양적 긴축

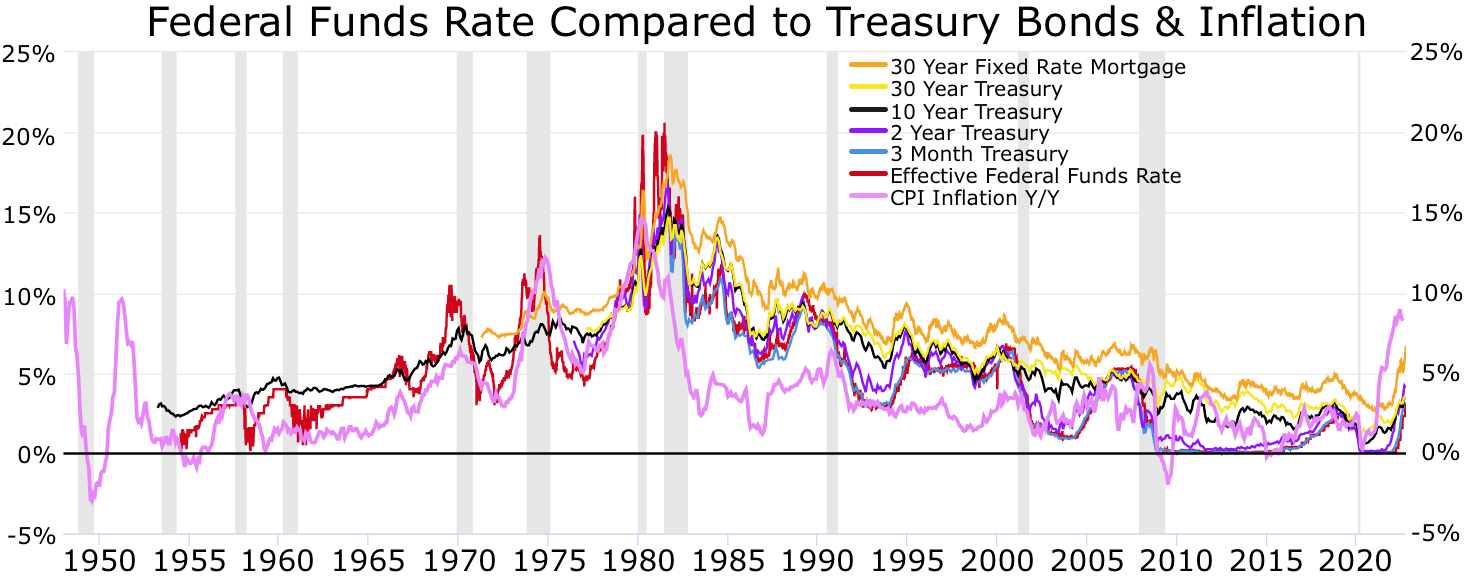
경기 침체

양적 긴축(量的緊縮, 영어: Quantitative tightening, QT)은 중앙은행이 경제 내 유동성 또는 통화량을 감소시키기 위해 적용하는 통화 정책 도구이다. 중앙은행은 보유하고 있는 금융 자산을 금융 시장에 매각하여 대차대조표상 자산을 줄이는 방식으로 양적 긴축을 시행하며, 이는 자산 가격을 하락시키고 이자율을 상승시킨다. QT는 중앙은행이 돈을 발행하여 자산을 매입함으로써 자산 가격을 높이고 경제를 부양하는 양적 완화(QE)와는 반대되는 개념이다. QT는 중앙은행에서 드물게 사용되며, 과도한 중앙은행 유동성 창출이 통제 불능 인플레이션 위험으로 이어진 그린스펀 풋 유형의 경기 부양책이 장기간 지속된 이후에만 사용되었다 (예: 2008년, 2018년, 2022년).

## 배경

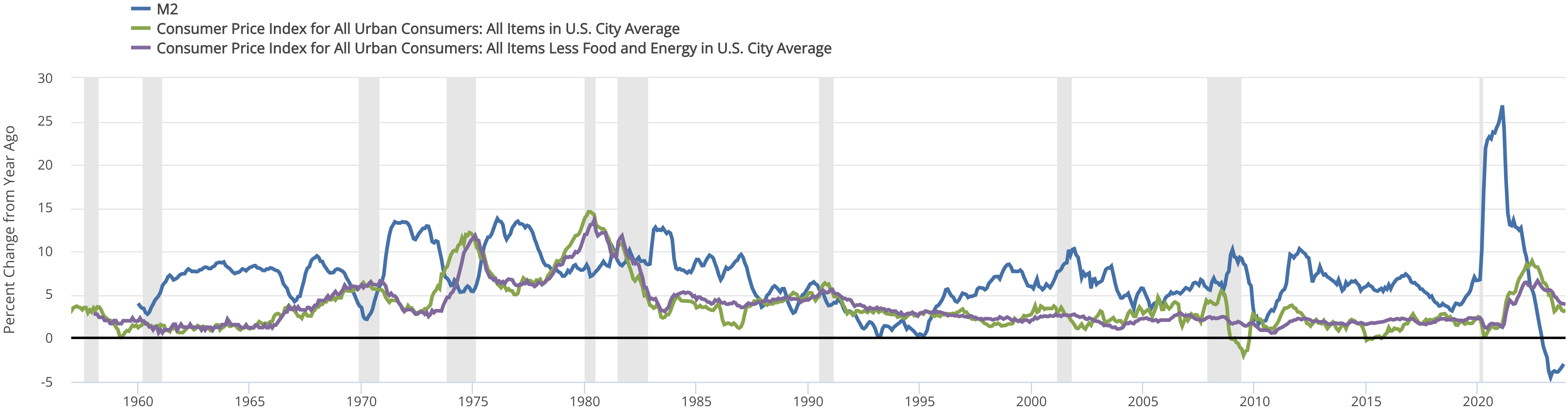
(전년 대비 변동률)

양적 완화는 2008년부터 시작된 대침체에 대응하기 위해 주요 중앙은행들에 의해 대규모로 적용되었다. 프라임 레이트가 0으로 인하되었고, 일부는 나중에 마이너스 영역으로 들어섰다. 예를 들어, 경제 위기로 인한 초저 인플레이션 또는 디플레이션에 맞서기 위해 유로를 사용하는 국가들의 통화 정책을 감독하는 유럽 중앙은행은 2014년에 마이너스 금리를 도입했다. 일본, 덴마크, 스웨덴, 스위스의 중앙은행들도 마이너스 금리를 설정했다.
QT의 주요 목표는 화폐 접근 비용을 증가시키고 경제 내 재화 및 서비스 수요를 감소시켜 인플레이션 상승을 피하기 위해 이자율을 정상화(즉, 인상)하는 것이다. 이전의 QE와 마찬가지로 QT는 대규모로 시행된 적이 없으며, 그 결과는 아직 나타나지 않았고 연구되지 않았다. 2018년, 연방준비제도는 대차대조표상의 일부 부채를 청산하기 시작하며 양적 긴축을 개시했다. 2019년, QT를 시작한 지 1년도 채 되지 않아 연방준비제도를 포함한 중앙은행들은 직후에 발생한 부정적인 시장 상황으로 인해 양적 긴축을 종료했다.
2021년 12월, 제롬 파월 연방준비제도 의장이 QE와 주택저당증권(MBS) 매입 속도를 늦추라는 압력을 받고 있다는 보도가 있었다. 이는 심각한 인플레이션 때문이었는데, 2021년 11월 CPI 수치가 미국 노동통계국에 따르면 6.8%로 40년 만에 최고치를 기록했다. 블룸버그 뉴스는 파월 의장의 행동이 자산 가격에 얼마나 큰 영향을 미치고 월스트리트에 얼마나 큰 이익을 가져다주었는지를 반영하여 그를 "월스트리트의 국가 원수"라고 불렀다.
2022년 6월, 연방준비제도는 COVID-19 팬데믹으로 인한 역사적으로 높은 인플레이션에 대응하기 위해 QT를 재도입했다. 이는 연방준비제도가 만기 도래 증권을 "만기 상환"시키고 그 수익을 경제에 재투자하지 않음으로써 대차대조표를 수동적으로 축소하는 것을 의미했다. 2024년 9월 현재, 연방준비제도는 QT를 계속하고 있으며, 초기 QT 시작 시 $950억에서 감소한 매달 최대 $500억의 만기 국채 및 주택저당증권이 만기 상환되도록 허용하고 있다.

### 유럽 중앙은행 정책
2023년, 유럽 중앙은행(ECB)은 팬데믹 비상 매입 프로그램(PEPP)에 포함된 채권을 제외하고 만기 도래 국채를 재매입하지 않기로 결정함으로써 양적 긴축 과정을 가속화했다. PEPP는 2024년까지 재투자될 예정이다. 이러한 변화로 인해 재매입되지 않은 채권의 가치는 월 300억 유로 이상으로 증가했다. ECB의 이러한 조치는 장기간의 양적 완화 이후 유로존의 인플레이션을 줄이고 이자율을 정상화하기 위한 광범위한 전략의 일환이다.

## 자산 가격에 미치는 영향
QE가 지난 10년간 자산 가격의 상당한 상승을 야기한 반면, QT는 그 반대 방향으로 전반적으로 상쇄하는 효과를 가져올 수 있다. 코로나19 팬데믹의 금융 시장 영향을 완화하기 위해 파월은 연준 정책 조치로 인한 자산 가격 인플레이션을 결과로 받아들였다. 파월은 이전 거품의 정점 수준에 도달한 평가액에 대해 고수준의 직접 및 간접 양적 완화를 사용했다는 비판을 받았다.

## 같이 보기
- 소비자 물가지수
- 초과 지준
- 그린스펀 풋
- 인플레이션 헤지
- 장단기 금리 역전
- 마이너스 금리 정책
- 제로 금리 정책 (ZIRP)